# Fort-Şevçenko
Fort-Şevçenko (Kazachs en Russisch: Форт-Шевченко), ook bekend als Fort Alexandrovski, is een stad in Kazachstan. Fort-Şevçenko ligt op het schiereiland Mangysjlak aan de Kaspische Zee in Kazachstan. De stad telt 5.100 inwoners.
Aan de oorsprong werd in 1846 een klein fort gebouwd onder de naam Novopetrovskoje. In 1857 werd er de naam Fort Alexandrovski aan gegeven. Taras Sjevtsjenko werd er naar verbannen van 1850 tot 1857. Van 1882 tot 1920 was Fort Alexandrovski de hoofdstad van het district Mangysjlak. 
In 1924 werd de plek herdoopt in Fort-Oeritski als herinnering aan Moisej Oeritski. In 1939 werd ze opnieuw herdoopt in Fort-Sjevtsjenko.